# Spinitibia hodgesi
Spinitibia hodgesi is de vooralsnog enige vlinder in het geslacht Spinitibia uit de familie van de dominomotten (Autostichidae). De wetenschappelijke naam van de soort en het geslacht zijn het eerst geldig gepubliceerd in 2010 door Samgmi Lee & Richard Brown. De soort komt voor in Noord-Amerika, met een zwaartepunt in de staat Mississippi.

## Type
- holotype: mannetje, 18 juni 2007 Richard L. Brown, MEM 38622
- instituut: U.S. National Museum of Natural History, Washington D.C.
- typelocatie: Plymouth Bluff Center, Lowndes County, Mississippi, 33°30’59”N, 88°29’56”W[1]

## Etymologie
De naam van het geslacht, Spinitibia, verwijst naar de doornvormige (spiniforme) haren op de scheen (tibia) van de achterste poot. Het epitheton hodgesi is een eponiem van Ronald W. Hodges, een specialist op het gebied van de Gelechioidea.